# Journal of Conflict Resolution
Journal of Conflict Resolution (дословно — «Журнал разрешения конфликтов») — рецензируемый академический журнал, выходящий раз в два месяца, освещающий исследования в области международных конфликтов и их разрешения. Он был основан в 1957 году и издаётся издательством SAGE Publications. Главный редактор – Пол Хут (Мэрилендский университет в Колледж-Парке). 

## История
Журнал основан в 1957 году. В 1959 году журнал вёл Центр исследований по разрешению конфликтов Мичиганского университета в Анн-Арборе. Когда Центр закрылся в 1971 году из-за отсутствия финансирования, журналом руководила команда Йельского университета. С 2009 года журнал ведёт команда Университета Мэриленда. Брюс Рассетт долгое время был главным редактором журнала до назначения Пола Хута главным редактором в 2009 году.

## Индексирование
Журнал реферируется и индексируется в Scopus, RePEc и Social Sciences Citation Index. Согласно Journal Citation Reports, в 2017 году импакт-фактор журнала составил 3,491, что позволило ему занять 8-е место из 69 журналов в категории «Политология» и 5-е место из 85 журналов в категории «Международные отношения».